# Terry Taylor
Terry Taylor (ur. 23 września 1999 w Bowling Green) – amerykański koszykarz, występujący na pozycjach rzucającego obrońcy lub niskiego skrzydłowego, obecnie zawodnik Chicago Bulls.
W 2021 reprezentował Indianę Pacers podczas rozgrywek letniej ligi NBA.
7 kwietnia 2022 zawarł z Pacers umowę do końca sezonu. 9 lutego 2023 został zwolniony. 22 lutego 2023 podpisał kontrakt z Chicago Bulls na występy zarówno w NBA, jak i zespole G-League – Windy City Bulls.

## Osiągnięcia
Stan na 17 września 2023, na podstawie, o ile nie zaznaczono inaczej.
NCAA
- Koszykarz roku konferencji Ohio Valley (OVC – 2020, 2021)[7]
- Najlepszy pierwszoroczny zawodnik OVC (2018)
- MVP turnieju St. Pete Shootout (2018)
- Zaliczony do:
  - I składu:
    - OVC (2018–2021)
    - najlepszych nowo przybyłych zawodników OVC (2018)
    - turnieju:
      - OVC (2020)
      - Jamaica Classic (2018)
      - BeachBubble Gulf Coast Showcase (2021)

  - składu honorable mention All-American (2021 przez Associated Press)
- Zawodnik tygodnia:
  - NCAA według:
    - CollegeInsider.com (27.01.2020)
    - kapituły Lute'a Olsona (11.01.2021)
    - USBWA (9.02.2021)
    - Tennessee Sports Writers Association (18.02.2019)

  - konferencji OVC (12.11.2018, 17.12.2018, 4.02.2019, 18.02.2019, 25.11.2019, 2.12.2019, 9.12.2019, 23.12.2019, 6.01.2020, 13.01.2020, 27.01.2020, 10.02.2020, 30.11.2020, 28.12.2020, 11.01.2021, 8.02.2021, 15.02.2021)
- Najlepszy pierwszoroczny zawodnik tygodnia OVC (20.11.2017, 4.12.2017, 18.12.2017, 8.01.2018, 29.01.2018)
- Lider OVC w:
  - średniej:
    - punktów (21,8 – 2020, 21,6 – 2021)
    - zbiórek (11 – 2020, 11,1 – 2021)
    - rozegranych minut (37 – 2021)

  - liczbie:
    - punktów (718 – 2020, 584 – 2021)
    - zbiórek (362 – 2020, 301 – 2021)
    - celnych rzutów z gry (285 – 2020, 228 – 2021)
    - oddanych rzutów z gry (518 – 2020, 438 – 2021)
    - rozegranych minut (1208 – 2020, 1000 – 2021)